# Lydia (voornaam)
Lydia is een meisjesnaam die van oorsprong christelijk is en terugverwijst naar de Nieuwtestamentische persoon Lydia.
De naam betekent "vrouw afkomstig uit Lydië" (in Klein-Azië).
De naam kan afkomstig zijn van het voormalig Aziatische land Lydië dat vandaag de dag Anatolië (Turkije) heet.